# Abd al-Malik Abd al-Wahid
ʿAbd al-Malik ʿAbd al-Wāḥid, noto ai castigliani come Abomelique (... – 1339), è stato un emiro berbero merinide, figlio del sultano del Maghreb al-Aqsa (Marocco) Abu l-Hasan 'Ali ibn 'Uthman.
Giocò un ruolo molto importante nelle guerre dei Merinidi e dei Nasridi del Sultanato di Granada contro il Regno di Castiglia. Anche se aveva perso un occhio, ʿAbd al-Malik era un comandante militare capace e servì come governatore dei territori andalusi dei Merinidi. Conquistò Gibilterra strappandola ai Castigliani nel giugno del 1333 e l'anno successivo partecipò alla campagna del padre contro gli Zayyanidi di Tlemcen. Fu ucciso dalle forze castigliane nel 1339 durante un agguato che gli venne teso sulla via del ritorno da un attacco contro la città castigliana di Jerez de la Frontera.

## Conquista di Gibilterra
La carriera di ʿAbd al-Malik ʿAbd al-Wāḥid in al-Andalus iniziò nel 1332, quando l'appena salito al trono Abu l-Hasan 'Ali ibn 'Uthman rispose ad una richiesta di aiuto militare del sultano nasride di Granada, Muḥammad IV, contro i Castigliani, Abū l-Ḥasan inviò suo figlio alla guida di un esercito per aiutare i Granadini. Durante il 1332, ʿAbd al-Malik si occupò del trasporto di una forza di circa 7.000 uomini dal Marocco ad Algeciras. Marciò quindi contro la città fortificata di Gibilterra e a febbraio avviò il terzo assedio di Gibilterra, che durò quasi cinque mesi. Un esercito castigliano guidato dal re Alfonso XI arrivò troppo tardi per salvare la città dalla conquista, ma avviò il quarto assedio di Gibilterra nel giugno-agosto del 1333, nel tentativo di riconquistarla. Anche se i Castigliani inflissero una significativa sconfitta ad ʿAbd al-Malik, uccidendo circa 500 dei suoi uomini durante un fallito tentativo da parte dei mori di tendere un'imboscata dell'esercito castigliano nella Sierra Carbonera a nord di Gibilterra, nessuna delle due parti fu abbastanza forte per prevalere sull'altra. I Castigliani si dovettero ritirare a causa di problemi politici interni creatasi nel loro regno, lasciando ad ʿAbd al-Malik il controllo Gibilterra.
ʿAbd al-Malik, che si autoproclamò re di Ronda e Algeciras, accettò una tregua di quattro anni con Alfonso XI, come parte dell'accordo di pace che pose fine all'assedio. Il trattato cessò quando il sultano nasride Muḥammad IV (che prese anche lui parte dell'accordo) venne assassinato da due nobili granadini che temevano che si fosse convertito al cristianesimo. ʿAbd al-Malik riprese le ostilità contro la Castiglia, aiutato dal nuovo sultano nasride Yusuf I. Fu costretto a sospendere la campagna contro la Castiglia quando gli Zayyanidi del Regno di Tlemcen (parte dell'attuale Algeria) si rivoltarono contro il dominio merinide. ʿAbd al-Malik, Abū l-Ḥasan ʿAlī, Yūsuf I e Alfonso XI raggiunsero un accordo per una tregua nel 1334 e ʿAbd al-Malik fu richiamato in Marocco per aiutare suo padre contro gli Zayyanidi.

## Invasione della Castiglia e morte
La tregua cessò nel 1338, momento in cui i Merinidi repressero la rivolta nel Regno di Tlemcen. ʿAbd al-Malik tornò nella sua capitale Ronda, inviato da suo padre con una forza notevole, forse addirittura 5.000 cavalieri e un numero ancor maggiore di fanti. I regni di Castiglia, Aragona e Portogallo unirono le forze per affrontare la minaccia musulmana e attuarono un blocco contro lo Stretto di Gibilterra. Alfonso XI lanciò una serie di raid contro i territori andalusi dei Merinidi.
ʿAbd al-Malik rispose invadendo il territorio castigliano, lanciando un raid contro Medina-Sidonia e assediando Jerez de la Frontera. Le sue forze attaccarono anche Arcos de la Frontera e Lebrija. Anche se non riuscirono a conquistare nessuna delle città, i Merinidi si ritirarono soddisfatti della grande quantità di bottino accumulato ma, sulla via del ritorno al proprio territorio, vennero attaccati dai castigliani. L'esercito di ʿAbd al-Malik venne massacrato, circa 10.000 uomini vennero uccisi o catturati. ʿAbd al-Malik si nascose nei pressi di un ruscello e si finse morto ma un soldato castigliano lo vide muoversi e lo trafisse con una lancia.